# 田中啓二郎
田中 啓二郎（たなか けいじろう、1922年11月25日 - ）は、日本の大蔵官僚。

## 来歴・人物
府立一中、静岡高等学校 (旧制)、1947年11月 東京帝国大学法学部卒業。同年大蔵省入省。主税局配属。入省同期に、三島由紀夫（小説家）、長岡實（大蔵事務次官）、藤岡眞佐夫（アジア開発銀行総裁）、後藤達太（銀行局長）、渥美謙二（造幣局長）、小幡琢也（国土庁初代大都市圏整備局長）、亘理彰（内閣官房内閣審議室長、防衛事務次官）、守屋九二夫（東京国税局長）など。1947年5月（前期）入省組には、大倉真隆（大蔵事務次官）、吉田冨士雄（関税局長、サントリー副社長）らがいる。
1950年-1951年米国イリノイ大学大学院留学、修士課程修了。徳山税務署長、主計局主計官補佐、1959年-1962年IMF出向、国際金融局国際機構課長、国際金融局投資第一課長、1968年-1971年外務省在米国大使館参事官兼ニューヨーク領事（大蔵省ニューヨーク事務所長）、大蔵大臣官房審議官（証券局担当）を経て、1974年-1975年日本銀行政策委員。退官後は道路公団理事、1977年住友クレジットサービス会長、他に三洋証券顧問。1986年エクウィタブル生命入社、のちニコス生命（現・タートウル・スイス生命保険）に改称に伴い1987年6月に会長、相談役など、主に金融や保険業界に身を置いた。
静高同窓・中曽根康弘が会長を務める財団法人世界平和研究所評議員になり、「異議あり憲法解釈 -九条解釈を糺す」（1997年、読売新聞社）を出版。日本の集団的自衛権について、それまでの違憲ありきの憲法学者ら既存の専門家の目から離れた洞察で論を展開し、集団的自衛権行使肯定論の先鞭をつけた（なお、「日本の集団的自衛権#PKO協力法と再度の解釈改憲」を参照）。著書には他に「論理の展開と収斂」など。